# Gebroeders Janssen
De Gebroeders Janssen uit Arendonk, waren vier Belgische duivenmelkers.
De gebroeders Fons, Charel, Adriaan en Louis Janssen stonden wereldwijd bekend om hun prijsduiven op korte afstand. Ze traden in de voetsporen van hun vader Hendrik, die in 1886 in Arendonk de Duivenbond oprichtte. Hij bleef actief in de sport tot in 1947.
De succesperiode van de broers begon reeds in 1933. Het succes van de broers was naar eigen zeggen te danken aan het feit dat ze steeds begonnen met zeer gezonde duiven van verschillende rassen. Door kruising verbeterden de prestaties.
Duiven van het Janssen-ras werden voor recordbedragen verkocht aan liefhebbers uit China, Duitsland, Thailand, Japan en Zuid-Afrika. Mensen van over de hele wereld kwamen over de vloer in het ouderlijk huis in de Schoolstraat in Arendonk.
Louis Janssen overleed op 23 april 2013, op 100-jarige leeftijd in Arendonk. Later werden het interieur en de duiventillen van de familie overgebracht naar een museum voor duivensport in Sint-Antonius.